# مارتین ویسکارا
مارتین آلبرتو بیسکارا کُرنِخو (اسپانیایی: Martín Alberto Vizcarra Cornejo‎؛ تلفظ اسپانیایی: [maɾˈtin alˈβeɾto βisˈkara koɾˈnexo] (صدا (اطلاعات)); زاده ۲۲ مارس ۱۹۶۳) مهندس و سیاستمدار پرویی که شصت و هفتمین رئیس‌جمهور پرو است. بیسکارا پیشتر فرماندار استان موکگوا (۲۰۱۴–۲۰۱۱)، وزیر حمل و نقل و ارتباطات پرو (۲۰۱۷–۲۰۱۶) و سفیر پرو در کانادا (۲۰۱۸–۲۰۱۷) بود.
بیسکارا در تاریخ ۲۳ مارس ۲۰۱۸ در پی استعفای پدرو پابلو کوچینسکی رئیس‌جمهور سابق، به عنوان رئیس‌جمهور سوگند یاد کرد.

## انتخابات عمومی سال ۲۰۱۶
در انتخابات عمومی سال ۲۰۱۶، ویزارکارا به عنوان نامزد معاون اول ریاست جمهوری و به عنوان رقیب پدرو پابلو کوچینسکی با بلیط ریاست جمهوری پروها برای تغییر نامزد شد. این بلیط نامزد نیروی محبوب کیکو فوجیموری را به سختی شکست داد. ویزارکارا پس از استعفای رئیس‌جمهور کوچینسکی در ۲۳ مارس ۲۰۱۸ به عنوان رئیس‌جمهور سوگند یاد کرد. در طول دوره تصدی وی، ویزارکارا از احزاب سیاسی مستقل ماند، اصلاحات علیه فساد را در شاخه‌های قانونگذاری و قضایی ترویج داد و قول داد که با پایان یافتن دوره ریاست جمهوری خود در سال ۲۰۲۱ کاندیدای ریاست جمهوری نشود. به دنبال آنچه وی «انکار واقعی اعتماد به نفس» علیه دولت خود توصیف کرد، ویزکارا در ۳۰ سپتامبر ۲۰۱۹ کنگره پرو را منحل کرد و در همان روز، فرمان انتخابات قانونگذاری را صادر کرد. انتخابات زود هنگام برای کنگره جدید در ۲۶ ژانویه ۲۰۲۰ برگزار شد، و قانونگذار بار دیگر به رهبری اپوزیسیون برگزیده شد.

## عملکرد در مقابل کرونا
در طی دنیاگیری کروناویروس در پرو، ویزارکارا دستورهای خانه نشینی را صادر کرد و صندوق‌های امداد صادر کرد، اما نابرابری موجود، ازدحام بیش از حد و یک اقتصاد تا حد زیادی غیررسمی پرو را تحت تأثیر همه گیر قرار داد. در نتیجه، تولید ناخالص داخلی پرو با کاهش سی درصدی، فشار سیاسی را به دولت ویزکارا افزایش داد. در سپتامبر سال ۲۰۲۰، کنگره پرونده استیضاح علیه ویزارکارا را به دلیل «ناتوانی اخلاقی» آغاز کرد و وی را متهم کرد که پس از ضبط صدا توسط قانونگذار مخالف، دستفروشی در نفوذ دارد، اما روند رای کافی برای برکناری وی از سمت را ندارد.

## استیضاح و برکناری
در ۹ نوامبر سال ۲۰۲۰، کنگره پرو پس از اعلام ویزاکارا «غیراخلاقی از نظر اخلاقی» و برکناری وی از مقام، برای بار دوم استیضاح کرد. رئیس کنگره، مانوئل مرینو، روز بعد جانشین وی به عنوان رئیس‌جمهور پرو شد.

## توضیحات
1. ↑  In Peninsular Spanish, Vizcarra is pronounced [βiθˈkařa].